# Rugocaudia
Rugocaudia is een geslacht van plantenetende sauropode dinosauriërs, behorend tot de groep van de Macronaria, dat tijdens het vroege Krijt leefde in het gebied van het huidige Noord-Amerika.

## Vondst en naamgeving
In de zomer van 1985 vond een team van het Museum of the Rockies onder leiding van Robert Makela bij de Middle Dome-vindplaats in Wheatland County, Montana, het skelet van een sauropode. Jaren later werd de locatie nog eens onderzocht door William L. Parsons die er een staartwervel en wat botfragmenten vond.
De typesoort Rugocaudia cooneyi is in 2012 benoemd en beschreven door David Cary Woodruff. De geslachtsnaam is afgeleid van het Latijnse ruga, "rimpel", en cauda, "staart", een verwijzing naar het ruwe oppervlak van de achterkanten van de wervellichamen van de staartwervels. De soortaanduiding eert de landeigenaar van de locatie waar de vondst gedaan werd, J.P. Cooney.
Het holotype MOR 334 is in Montana gevonden in een laag van de Cloverlyformatie die dateert uit het Aptien-Albien, ongeveer 112 miljoen jaar oud. Het bestaat uit een zeer fragmentarisch skelet waarvan negentien staartwervels, ten dele in verband, zijn aangetroffen alsmede een losse wervelboog, een losse chevron, de onderkant van een middenhandsbeen en een losse tand. De wervels zijn tamelijk zwaar beschadigd en missen grotendeels hun doornuitsteeksels. Daarnaast zijn er mogelijke botfragmenten van de ledematen, de schoudergordel en het bekken aangetroffen. De skeletdelen zijn vermoedelijk uit een rotswand gespoeld en daarna sterk geërodeerd. Aan de soort is verder toegewezen specimen MOR CL-121-1, gevonden in Carbon County, Montana, en bestaande uit een enkele rechtervoetklauw van 155 mm lengte. De toewijzing is zeer onzeker gezien het gebrek aan overlappend materiaal. De fossielen maken deel uit van de collectie van het Museum of the Rockies.
Nog in het jaar van de benoeming stelde Michael D'Emic dat Rugocaudia een nomen dubium was.

## Beschrijving
Rugocaudia is een vrij kleine sauropode. De staart is ongeveer vier meter lang wat duidt op een lichaamslengte van tien meter en een heuphoogte van twee meter. De wervels hebben een ruw, rimpelig, botoppervlak, doortrokken van aderkanalen.
Woodruff wist vijf onderscheidende kenmerken aan te geven. Het gaat daarbij om een unieke combinatie van op zich niet unieke eigenschappen. Bij de voorvlakken en achtervlakken van de wervellichamen van de staart zijn de randen sterk opstaand met een ruwe oppervlaktestructuur. Bij de voorste staartwervels heeft het voorste facet bovenaan, bij de rand nabij de wervelboog, twee grote gepaarde uithollingen. Hoe verder de wervels naar achteren in de reeks van de staart liggen des te meer aderkanalen hebben de randen van het voorvlakken en achtervlakken. De achterste staartwervels zijn in zijaanzicht bol naar boven gebogen. De wervellichamen van de middenstaart hebben een vierkant profiel, zowel in zijaanzicht als overdwars.
Typisch titanosauriform is een gradatie in bouw in de reeks staartwervels. De voorste zijn sterk procoel, met een hole voorkant en een bolle achterkant. Meer naar achteren wordt het achtervlak  plat en uiteindelijk ook hol zodat de wervels amficoel zijn. Deze overgang is wel in verband gebracht met de werking van de retractorspieren van de staart die de dijbeenderen naar achteren trekken en dus vooraan wat extra soepelheid kunnen gebruiken.
Woodruff wist niet precies hoe hij de verruwingen op de randen van de gewrichtsfacetten moest verklaren. Het zou een geval kunnen zijn van artritis maar dat leek hem onwaarschijnlijk omdat er verder geen tekeningen waren van misvorming of versmelting. Een andere mogelijk was dat de randen de verankering waren van extra dikke kraakbeenkappen. Dergelijke kappen zijn wel gezien als een mechanisme om de onderlinge beweeglijkheid van de wervels te verhogen daar ze de afstanden tussen de gewrichtsuitsteeksels vergroot zouden hebben maar Woodruff meende juist dat de staart er stijver van zou worden.
De gevonden tandkroon is stiftvormig met een lichte afplatting. Het spits ontbreekt zodat de vorm van het slijtfacet niet kon worden bepaald. De bewaarde lengte is tweeëntwintig millimeter.

## Fylogenie
Rugocaudia is door Woodruff in de Titanosauriformes geplaatst, zij het zonder exacte kladistische analyse.